# Produktenhandel
Der Produktenhandel, auch Landesproduktenhandel, war der Handel mit den Erzeugnissen des eigenen Landes. Insbesondere bedeutete dies den Handel mit den Erzeugnissen des Ackerbaues und der landwirtschaftlichen Nebengewerbe. Der Produktenhandel stand im Gegensatz zum Kolonialwarenhandel und zum Manufakturwarenhandel.

## Quelle
- Meyers Großes Konversations-Lexikon, Band 16. Leipzig 1908, S. 366.